# Copa do Mundo de Clubes da FIFA de 2007
A Copa do Mundo de Clubes da FIFA de 2007, foi a quarta edição do mundial de clubes da Federação Internacional de Futebol (FIFA), sendo disputada em dezembro de 2007, no Japão.
A partir desta edição, o Mundial contou com um play-off pré-quartas, inicialmente previsto para ser disputado entre o campeão da OFC e o campeão nacional do país-sede. Outra mudança foi a extinção da disputa pelo quinto lugar, que retornaria na edição seguinte.
Entretanto, o japonês Urawa Red Diamonds garantiu vaga ao vencer a Liga dos Campeões da AFC. Como forma de evitar dois clubes do mesmo país na competição, a J-League perdeu sua vaga, que foi transferida ao então vice-campeão asiático, o Sepahan, do Irã.
O AC Milan, da Itália, conquistou o quarto título de âmbito mundial e o primeiro mundial da FIFA, tendo conquistado anteriormente três edições da Copa Intercontinental. Na final, superou o Club Atlético Boca Juniors, da Argentina, por 4–2.

## Equipes participantes
| Confederação | Equipe             | Classificação                                     | Participação |
| ------------ | ------------------ | ------------------------------------------------- | ------------ |
| AFC          | Urawa Red Diamonds | Campeão da Liga dos Campeões da AFC de 2007       | 1ª           |
| CAF          | Étoile du Sahel    | Campeão da Liga dos Campeões da CAF de 2007       | 1ª           |
| CONCACAF     | Pachuca            | Campeão da Copa dos Campeões da CONCACAF 2007     | 1ª           |
| CONMEBOL     | Boca Juniors       | Campeão da Copa Libertadores da América de 2007   | 1ª           |
| OFC          | Waitakere United   | Campeão da Liga dos Campeões da OFC de 2007       | 1ª           |
| UEFA         | Milan              | Campeão da Liga dos Campeões da UEFA de 2006-07   | 1ª           |
| AFC          | Sepahan            | Vice-campeão da Liga dos Campeões da AFC de 20071 | 1ª           |

1Como o time japonês do Urawa Red Diamonds venceu a Liga dos Campeões da AFC, a vaga que seria para um representante local foi transferida ao vice-campeão da AFC

## Árbitros e assistentes
| Árbitros                           | Assistentes            | Assistentes             |
| África                             | África                 | África                  |
| ---------------------------------- | ---------------------- | ----------------------- |
| BEN Coffi Codjia                   | CMR Evarist Menkouande | RWA Celestin Ntagungira |
| Ásia                               |                        |                         |
| AUS Mark Shield                    | AUS Ben Wilson         | AUS Nathan Gibson       |
| JPN Hiroyoshi Takayama             |                        |                         |
| América do Norte, Central e Caribe |                        |                         |
| MEX Marco Rodríguez                | MEX José Luís Camargo  | MEX Pedro Rebollar      |
| América do Sul                     |                        |                         |
| URU Jorge Larrionda                | URU Mauricio Espinosa  | URU Miguel Nievas       |
| Europa                             |                        |                         |
| DEN Claus Bo Larsen                | DEN Bill Hansen        | DEN Henryk Sonderby     |
| Oceania                            |                        |                         |
| NZL Peter O'Leary                  | NZL Brent Best         | SOL Matthew Taro        |

## Partidas
|  |                         |              |                           |                 |                         |                         |                |                |            |            |  |  |                           |       |
|  | Play-off                | Play-off     |                           |                 | Quartas de final        | Quartas de final        |                |                | Semifinais | Semifinais |  |  | Final                     | Final |
|  | 7 de dezembro - Tóquio  |              |                           |                 |                         |                         |                |                |            |            |  |  |                           |       |
|  | Sepahan                 | 3            |                           |                 | 10 de dezembro - Toyota | 10 de dezembro - Toyota |                |                |            |            |  |  |                           |       |
|  | Sepahan                 | 3            |                           |                 | 10 de dezembro - Toyota | 10 de dezembro - Toyota |                |                |            |            |  |  |                           |       |
|  | Waitakere United        | 1            |                           |                 | Sepahan                 | 1                       |                |                |            |            |  |  |                           |       |
|  | Waitakere United        | 1            | 13 de dezembro - Yokohama |                 | Sepahan                 | 1                       |                |                |            |            |  |  |                           |       |
|  |                         |              |                           |                 | Urawa Reds              | 3                       |                |                |            |            |  |  |                           |       |
|  | Urawa Reds              | 0            |                           |                 | Urawa Reds              | 3                       |                |                |            |            |  |  |                           |       |
|  | Urawa Reds              | 0            |                           |                 |                         |                         |                |                |            |            |  |  |                           |       |
|  |                         |              | Milan                     | 1               |                         |                         |                |                |            |            |  |  |                           |       |
|  |                         |              | Milan                     | 1               |                         |                         |                |                |            |            |  |  |                           |       |
|  |                         |              | 16 de dezembro - Yokohama |                 |                         |                         |                |                |            |            |  |  |                           |       |
|  |                         |              |                           |                 |                         |                         |                |                |            |            |  |  |                           |       |
|  | Milan                   | 4            |                           |                 |                         |                         |                |                |            |            |  |  |                           |       |
|  | Milan                   | 4            | 9 de dezembro - Tóquio    |                 |                         |                         |                |                |            |            |  |  |                           |       |
|  |                         | Boca Juniors | 2                         |                 |                         |                         |                |                |            |            |  |  |                           |       |
|  |                         |              | 2                         | Étoile du Sahel | 1                       |                         |                |                |            |            |  |  |                           |       |
|  | 12 de dezembro - Tóquio |              |                           | Étoile du Sahel | 1                       |                         |                |                |            |            |  |  |                           |       |
|  |                         | Pachuca      | 0                         |                 |                         |                         |                |                |            |            |  |  |                           |       |
|  | Étoile du Sahel         | Pachuca      | 0                         | 0               |                         |                         |                |                |            |            |  |  |                           |       |
|  | Étoile du Sahel         | Quinto lugar | Quinto lugar              | 0               |                         |                         | Terceiro lugar | Terceiro lugar |            |            |  |  |                           |       |
|  |                         | Quinto lugar | Quinto lugar              |                 | Boca Juniors            | 1                       | Terceiro lugar | Terceiro lugar |            |            |  |  |                           |       |
|  |                         |              | Urawa Reds                | 2 (4)           | Boca Juniors            | 1                       |                |                |            |            |  |  |                           |       |
|  |                         |              | Urawa Reds                | 2 (4)           |                         |                         |                |                |            |            |  |  |                           |       |
|  |                         |              | Étoile du Sahel           | 2 (2)           |                         |                         |                |                |            |            |  |  |                           |       |
|  |                         |              | Étoile du Sahel           | 2 (2)           |                         |                         |                |                |            |            |  |  |                           |       |
|  |                         |              |                           |                 |                         |                         |                |                |            |            |  |  | 16 de dezembro - Yokohama |       |

Todos os jogos estão no horário local (UTC+9)

### Play-off
| 7 de dezembro | Sepahan                              | 3 – 1     | Waitakere United  | Estádio Nacional de Tóquio, Tóquio           |
| 19:45         | E. Mohammed 3', 4' · Abu Al-Hail 47' | Relatório | Aghily 74' (g.c.) | Público: 24 788 Árbitro: MEX Marco Rodríguez |

### Quartos-finais
| 9 de dezembro | Étoile du Sahel | 1 – 0     | Pachuca | Estádio Nacional de Tóquio, Tóquio       |
| 14:45         | Narry 85'       | Relatório |         | Público: 34 934 Árbitro: AUS Mark Shield |

| 10 de dezembro | Sepahan    | 1 – 3     | Urawa Reds                                     | Estádio de Toyota, Toyota                 |
| 19:30          | Karimi 80' | Relatório | Nagai 32' · Washington 54' · Aghily 70' (g.c.) | Público: 33 263 Árbitro: BEN Coffi Codjia |

### Semifinais
| 12 de dezembro | Étoile du Sahel | 0 – 1     | Boca Juniors | Estádio Nacional de Tóquio, Tóquio           |
| 19:30          |                 | Relatório | Cardozo 37'  | Público: 37 255 Árbitro: DEN Claus Bo Larsen |

| 13 de dezembro | Urawa Reds | 0 – 1     | Milan       | Estádio Internacional de Yokohama, Yokohama  |
| 19:30          |            | Relatório | Seedorf 68' | Público: 67 005 Árbitro: URU Jorge Larrionda |

### Disputa pelo terceiro lugar
| 16 de dezembro | Étoile du Sahel                  | 2 – 2     | Urawa Reds          | Estádio Internacional de Yokohama, Yokohama |
| 16:00          | Ben Frej 5' (pen) · Chermiti 75' | Relatório | Washington 35', 70' | Público: 53 363 Árbitro: NZL Peter O'Leary  |

|                                 |       | Penalidades                  |  |
| Nafkha Ghezal Ben Nasser Traoui | 2 – 4 | Washington Abe Nagai Hosogai |  |

### Final
| 16 de dezembro | Boca Juniors              | 2 – 4     | Milan                                   | Estádio Internacional de Yokohama, Yokohama  |
| 19:30          | Palacio 22' · Ledesma 85' | Relatório | Inzaghi 21', 71' · Nesta 50' · Kaká 61' | Público: 68 263 Árbitro: MEX Marco Rodríguez |

## Premiação
| Copa do Mundo de Clubes da FIFA de 2007 |
| Itália                                  |
| --------------------------------------- |
| Milan Campeão (1° título)               |

Fair Play
| Fair play | Urawa Red Diamonds |

### Individuais
| Bola de Ouro | Bola de Prata            | Bola de Bronze                 |
| ------------ | ------------------------ | ------------------------------ |
| Kaká (Milan) | Clarence Seedorf (Milan) | Rodrigo Palacio (Boca Juniors) |

## Classificação final
| Times | Times              | J | V | E | D | GP | GC | SG |
| ----- | ------------------ | - | - | - | - | -- | -- | -- |
| 1     | Milan              | 2 | 2 | 0 | 0 | 5  | 2  | +3 |
| 2     | Boca Juniors       | 2 | 1 | 0 | 1 | 3  | 4  | -1 |
| 3     | Urawa Red Diamonds | 3 | 1 | 1 | 1 | 5  | 4  | +1 |
| 4     | Étoile du Sahel    | 3 | 1 | 1 | 1 | 3  | 3  | 0  |
| 5     | Sepahan            | 2 | 1 | 0 | 1 | 4  | 4  | 0  |
| 6     | Pachuca            | 1 | 0 | 0 | 1 | 0  | 1  | -1 |
| 7     | Waitakere United   | 1 | 0 | 0 | 1 | 1  | 3  | -2 |

## Artilharia
| 3 gols - Washington (Urawa Red Diamonds) 2 gols - Emad Mohammed (Sepahan) - Filippo Inzaghi (Milan) 1 gol - Abdul-Wahab Abu Al-Hail (Sepahan) - Alessandro Nesta (Milan) - Amine Chermiti (Etoile du Sahel) - Clarence Seedorf (Milan) - Kaká (Milan) | 1 gol (continuação) - Mahmoud Karimi (Sepahan) - Moussa Narry (Etoile du Sahel) - Neri Cardozo (Boca Juniors) - Pablo Ledesma (Boca Juniors) - Rodrigo Palacio (Boca Juniors) - Saber Ben Frej (Étoile du Sahel) - Yuichiro Nagai (Urawa Red Diamonds) 2 gols contra - Hadi Aghily (Sepahan, para Waitakere United e Urawa Red Diamonds) |